# روح القوانين
كتاب روح القوانين (بالفرنسية:De l'esprit des lois)  هو بحث في النظرية السياسية، نشره للمرة الأولى الفيلسوف الفرنسي مونتسكيو عام 1748 بمساعدة الكاتبة كلودين دي تينسين.
نشر الكتاب في الأصل بشكل جزئي دون الإشارة لمؤلفه، وذلك أن أعمال مونتسكيو كانت تخضع للرقابة، وقد انتشر تأثيرها إلى خارج فرنسا بفضل الترجمة السريعة إلى اللغات الأخرى.
عام 1750، نشر توماس نوغينت الترجمة الإنجليزية الأولى للكتاب. وفي عام 1751، أضافت الكنيسة الكاثوليكية روح القوانين إلى قائمة الكتب الممنوعة. لكن أطروحة مونتسكيو السياسية كان لها تأثير هائل على أعمال عدد من الكُتاب الآخرين من أشهرهم كاثرين العظيمة التي وضعت كتاب ناكاز كاترين الثانية، والآباء المؤسسون للولايات المتحدة، وألكسيس دو توكفيل الذي طبّق أساليب مونتسكيو في دراسة عن المجتمع الأمريكي بعنوان في الديمقراطية في أمريكا.
أمضى مونتسكيو حوالي عشرين عاماً في البحث والكتابة، وقد شمل في كتابه العديد من الأمور كالقانون والحياة الاجتماعية ودراسة علم الإنسان وضمّنه حوالي 3000 توصية. في هذا الكتاب السياسي، دافع مونتسكيو عن الدستور ومبدأ فصل السلطات وإلغاء الرق، والمحافظة على الحريات المدنية والقانون، وفكرة أن المؤسسات السياسية يجب أن تعكس المظاهر الاجتماعية والجغرافية للمجتمع.